# راسکافریا
راسکافریا (به اسپانیایی: Rascafría) یکی از دهستان‌های اسپانیا است که در مادرید (بخش خودمختار) واقع شده‌است.

## خصوصیات
راسکافریا ۱۵۰٫۲۷ کیلومترمربع مساحت و ۱٬۹۹۸ نفر جمعیت دارد و ۱٬۱۶۳ متر بالاتر از سطح دریا واقع شده‌است.